# Citybus

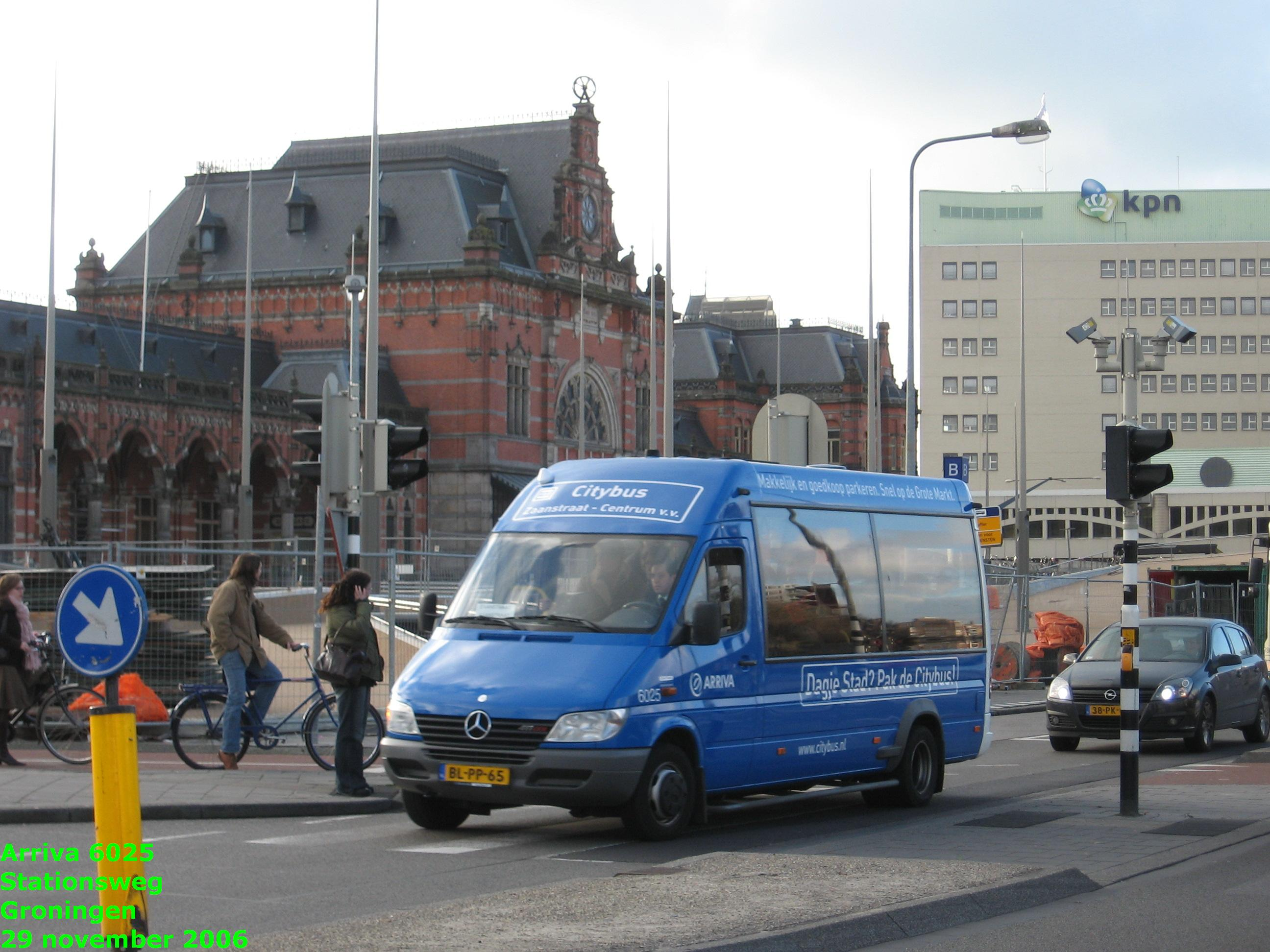
Citybus in Groningen

De Citybus is een busformule die gehanteerd wordt in verschillende steden door verschillende vervoerders. De Citybus pendelt tussen grote parkeerplaatsen (transferia) en het centrum.
Met de Citybus kunnen forenzen en het winkelpubliek gemakkelijk in het centrum komen, doordat de parkeerterreinen die de Citybus aandoet vaak bestemd zijn voor lang parkeren.

## Citybuslijnen
De enige stad waarin een Citybus nog actief is, is 's-Hertogenbosch. Dit zijn de buslijnen:
- Lijn 60 Deutersestraat - Vughterstraat
- Lijn 70 P+R De Vliert - Sint Josephstraat
- Lijn 80 P+R Pettelaarpark - Parade

## Voormalige Citybuslijn
- Een vergelijkbare formule was de WinkelExpress in Utrecht of lijn 57 in Zaandam.

### Dordrecht
- 4 september 1994: Lijn 20 werd ingevoerd als pilot voor de Citybusdienst in Dordrecht en ging het oostelijk en noordelijk deel van de binnenstad bedienen, op de route via de Merwekade en Wijnstraat verving hij de oude lijn 8. Lijn 20 ging rijden op het traject Centraal Station - Papendrechtse Veer. Tussen het Centrum en het eindpunt Papendrechtse Veer werd in een ringlijn gereden. De vervoerder was op dat moment SVD.
- 15 juni 2003: Lijn 20 werd verlengd naar halte P-Energiehuis en werd niet langer als ringlijn gereden, maar ging deze in twee richtingen via de Prinsenstraat, Wijnstraat en Merwekade naar P-Energiehuis rijden. In de zomerdienst van 2003 werd tijdelijk nog via het Achterom gereden, omdat de reconstructie van de Prinsenstraat nog niet afgerond was. Daarnaast kwam er op zaterdagmiddag een ondersteunende lijn met het nummer 20-P die non-stop ging rijden tussen de haltes Scheffersplein en P-Energiehuis. Hierdoor verhoogde de frequentie.
- 1 januari 2007: Arriva nam het vervoer op de stadsdienst Dordrecht over, lijn 20 werd vernummerd naar lijn 10 en lijn 20-P werd opgeheven.
- 6 januari 2013: De route wijzigde in de richting van het centraal station. In plaats van dezelfde route in beide richtingen tussen Nieuwbrug en P-Energiehuis werd voortaan vanaf P-Energiehuis via de Groenedijk, Hallincqlaan, Sint Jorisweg, Steegoversloot en Voorstraat naar de Nieuwbrug gereden.
- 14 december 2014: Lijn 10 werd ingekort en hiermee verviel het trajectdeel vanaf halte Centrum via de Grote Kerk naar halte Visbrug. In plaats daarvan werd voortaan via het Bagijnhof gereden.
- 9 december 2018: Qbuzz nam het vervoer in de Drechtsteden, Molenlanden en Gorinchem over. Lijn 10 bleef qua route in de binnenstad ongewijzigd, maar werd uitgebreid met de route van lijnen 8 en 9 naar de Krabbepolder en Dordtse Kil. Op tijden dat niet naar Dordtse Kil werd gereden werd lijn 10 verlengd naar P+R Weeskinderendijk. Hiermee werd de Citybuslijn 10 omgezet in een normale stadsbuslijn 10 onder de naam StadsBuzz en kwam er een einde van de Citybus in Dordrecht.

### Groningen
- 2 april 1996: Het project Citybus werd gestart door het GVBG. Er kwamen twee pendellijntjes te rijden. Deze kwamen naast de reeds bestaande pendellijn op zaterdag te rijden. Op maandag t/m vrijdag op het traject Sontweg - Grote Markt en op maandag t/m zaterdag op het traject Zaanstraat - Centrum - Gedempte Boterdiep.

In Groningen reed tot 5 januari 2014 een Citybus. Dit was Lijn 22, deze reed tussen Haren P+R A28 en P+R Euroborg en werd door Arriva gereden met bussen van het type MAN Lion's City G (CNG). Op 13 december 2009 veranderde de vervoerder van Arriva naar Qbuzz, deze ging rijden met bussen van het type Mercedes-Benz Citaro G.
Deze lijn werd vervangen op 6 januari 2014 door lijn 5 van Q-link.

## Foto's

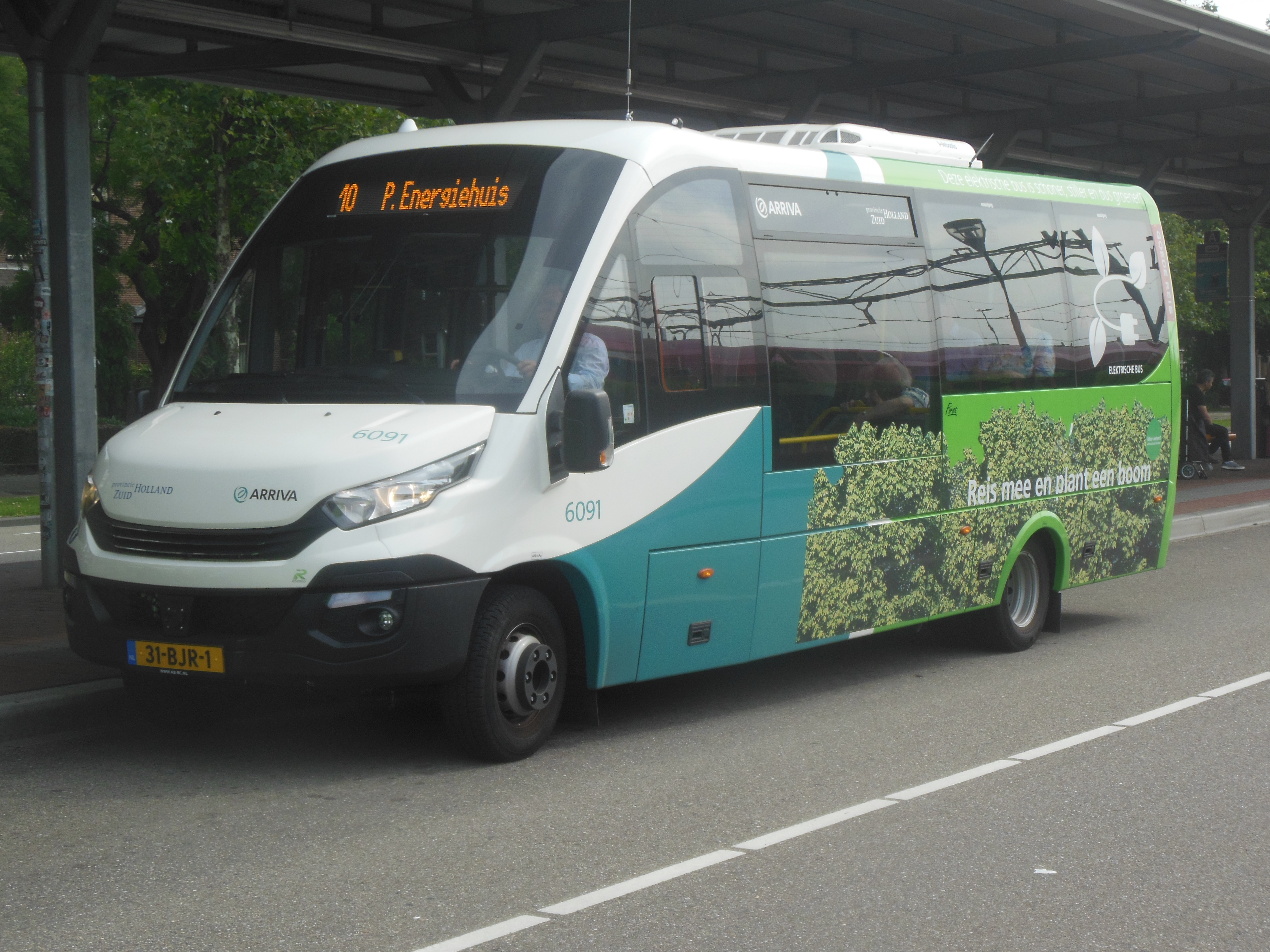
Voormalige Citybus op lijn 10 in Dordrecht, type Rošero First.
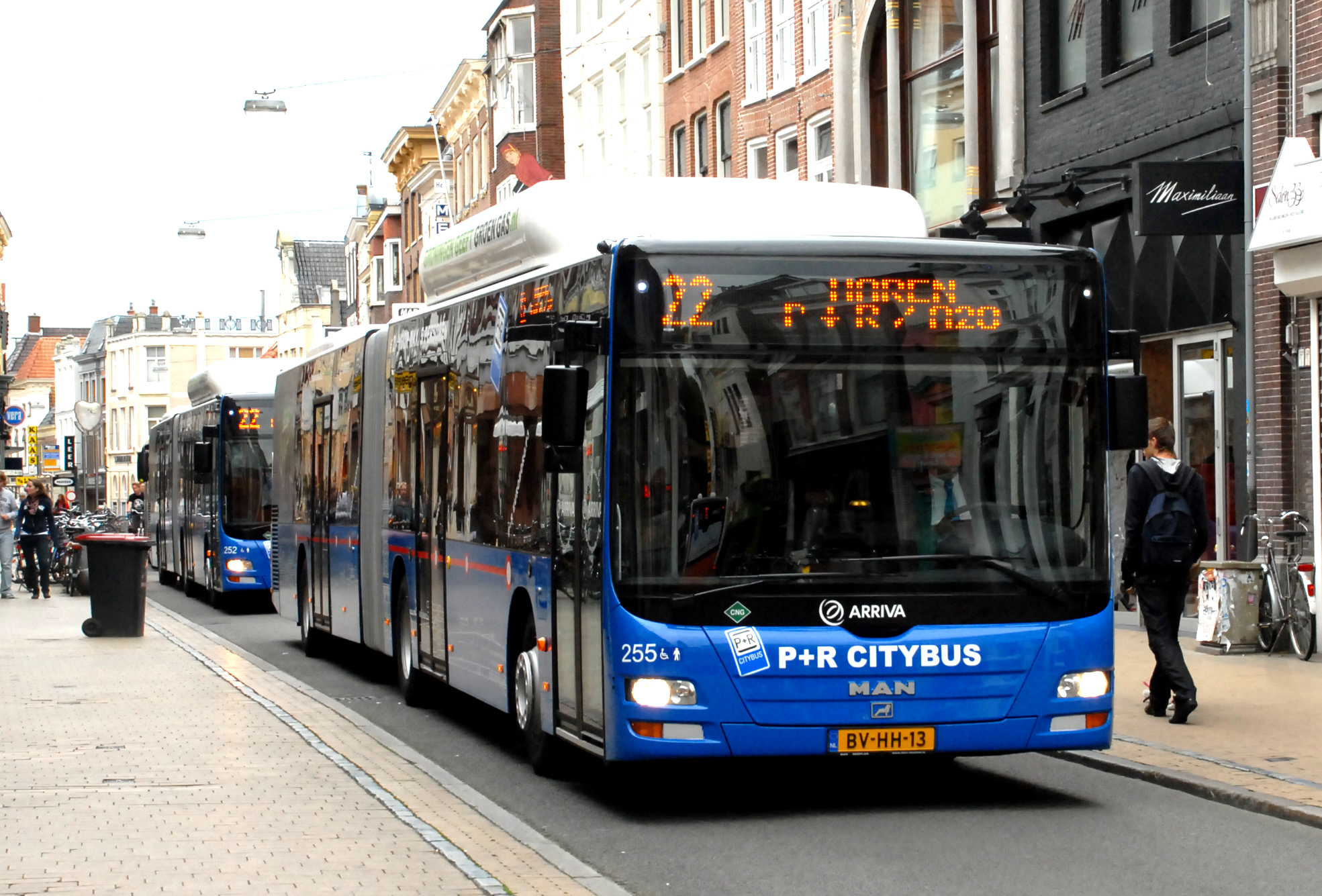
Voormalige Citybus van Arrvia op lijn 22 in Groningen, type MAN Lion's City G (CNG).
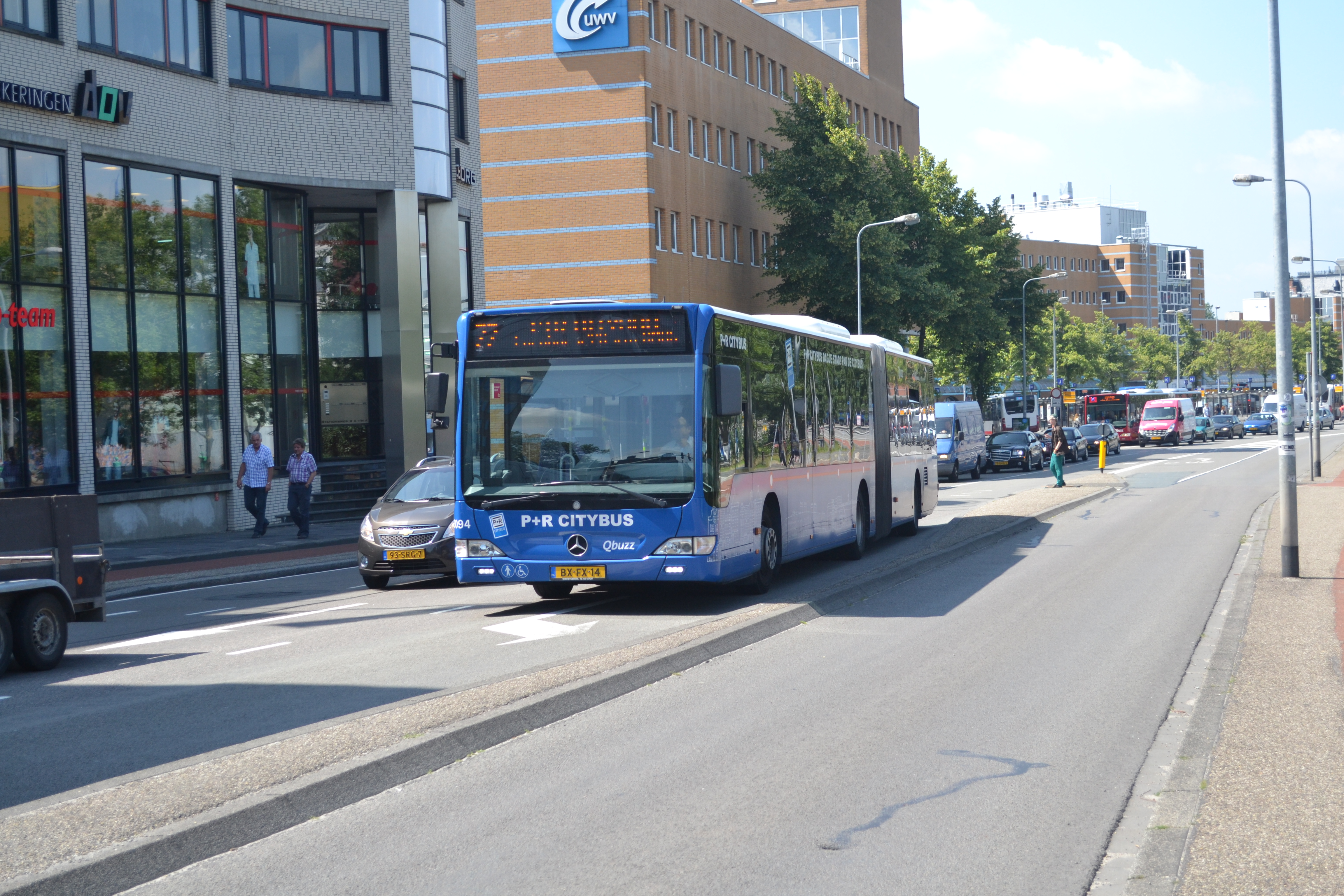
Voormalige Citybus van Qbuzz op lijn 22 in Groningen, type Mercedes-Benz Citaro G.